# Începutul adevărului
Începutul adevărului, cunoscut și sub numele de Oglinda, este un film românesc din 1994, regizat de Sergiu Nicolaescu. El înfățișează evenimente din istoria României care s-au petrecut în timpul celui de-al Doilea Război Mondial și în anii ulteriori, concentrându-se pe lovitura de stat care a răsturnat de la putere regimul autoritar al mareșalului Ion Antonescu.

## Rezumat
Filmul începe cu următorul motto: „Istoria e prima carte a unei națiuni în care vedem trecutul, prezentul și viitorul” și cu prezentarea unor imagini de arhivă ale momentului executării la închisoarea militară Jilava a mareșalului Ion Antonescu și a trei dintre principalii săi colaboratori: avocatul Mihai Antonescu, viceprim-ministru și ministru de externe, profesorul de liceu Gheorghe Alexianu, guvernatorul Transnistriei, și generalul Constantin Z. Vasiliu, comandantul Jandarmeriei Române.
După aceste secvențe de arhivă începe filmul propriu-zis, titlul său (Începutul adevărului) fiind scris pe o fotografie în care apar cei trei conducători ai Aliaților la Conferința de la Teheran (28 noiembrie - 1 decembrie 1943): Franklin Delano Roosevelt, Winston Churchill și Iosif Visarionovici Stalin.
În august 1944, situația armatelor germane și române pe frontul celui de-al Doilea Război Mondial era dezastruoasă. Frontul era rupt, diviziile hărțuite, iar militarii români nu mai voiau să lupte. Armata Sovietică intrase deja pe teritoriul României, iar generalul german Johannes Friessner plănuia retragerea armatelor pe linia Nămoloasa-Focșani-Brăila. Rapoartele sale trimise lui Adolf Hitler și lui Joachim von Ribbentrop rămăseseră fără răspuns.
În această situație gravă, la Palatul Regal au loc mai multe întâlniri conspirative ale regelui Mihai I cu unii conducători ai Armatei Române printre care generalii Constantin Sănătescu și Constantin Vasiliu-Rășcanu și cu liderii principalelor partide politice: Iuliu Maniu, Dinu Brătianu, Constantin Titel Petrescu și Lucrețiu Pătrășcanu. În urma acestor consultări, regele decide să aibă o întrevedere la 26 august cu mareșalul Ion Antonescu, Conducătorul Statului, în care să-i ceară să încheie imediat un armistițiu cu puterile aliate și să iasă din alianța cu Germania nazistă. În caz contrar, mareșalul va fi arestat și se va constitui un guvern militar condus de generalul Sănătescu care va trebui să încheie el armistițiul. Conducerea guvernului îi fusese propusă mai întâi lui Maniu, dar acesta refuzase nevrând să încheie el armistițiul cu rușii.
Revenit la București pe 22 august, mareșalul plănuiește să se întoarcă pe front în ziua următoare, dând peste cap planul convenit de rege cu liderii politici și cu unii conducători ai armatei. Regele pleacă imediat de la Castelul Peleș la București și-l convoacă pe Antonescu la palat. Mareșalul purtase mai multe negocieri infructuoase cu aliații la Stockholm, Cairo și Roma pentru încheierea unui armistițiu. În dimineața zilei de 23 august, el se întâlnește cu Gheorghe Brătianu, care-i cere să semneze armistițiul pentru care se declaraseră de acord Iuliu Maniu și Dinu Brătianu. Mareșalul îi cere lui Gheorghe Brătianu să-i aducă un act semnat de cei trei lideri politici până la ora la care trebuia să se prezinte la palat, dar nu primește adeziunea scrisă promisă. Regele îi cere să încheie armistițiul cu rușii, dar Antonescu spune că nu-i momentul favorabil și vrea să obțină o victorie pe front pentru a obține condiții de pace mai bune. În această situație, monarhul îl destituie pe mareșal și dispune arestarea sa și a lui Mihai Antonescu. Aceștia sunt închiși în camera blindată a Palatului, de unde vor fi preluați mai târziu de o echipă de comuniști condusă de Emil Bodnăraș, deoarece ceilalți lideri politici erau de negăsit.
Între timp, este constituit un nou guvern condus de generalul Sănătescu. Regele dă un comunicat către țară prin care anunță ieșirea României din alianța cu Germania nazistă și cere retragerea trupelor germane din țară în termen de trei zile. Baronul Manfred von Killinger, ambasadorul Germaniei în României, se duce în audiență la palat și proferează amenințări cu represalii din partea Armatei Germane. Regele pleacă apoi din capitală. În ciuda propunerilor generalilor Friessner și Hansen ca Armata Germană să nu intervină, OKW-ul dă ordin trupelor germane să ocupe Bucureștiul. Se dau lupte grele între armatele germane și române în apropierea capitalei, iar Bucureștiul este eliberat de nemți. Armata Română pleacă în urmărirea Armatei Germane, ajungând până în Ungaria și Cehoslovacia.
În urma armistițiului încheiat cu URSS, România intră sub influența sovietică, a cărei armată se afla deja pe teritoriul țării. Ambasadorul sovietic Andrei Vîșinski îi impune regelui formarea unui guvern prosovietic condus de dr. Petru Groza. Regele Mihai este decorat de Stalin cu Ordinul Victoria pentru contribuția sa la încheierea războiului. Mareșalul Antonescu și principalii săi colaboratori sunt judecați de Tribunalul Poporului condus de Alexandru Voitinovici. Președintele Tribunalului, care fusese desemnat de Pătrășcanu și acceptat de conducerea PCR, îl consideră de la început pe fostul Conducător al Statului drept un „dictator fascist paranoic” și conduce procesul pentru a obține condamnarea sa la moarte. Până atunci, el are însă mai multe întrevederi particulare cu Antonescu, în care mareșalul își amintește de discuțiile purtate cu Hitler. Într-o discuție, conducătorul Germaniei afirmase că el este împotriva fanaticilor și în favoarea celor loiali, deși consideră că un stat fără o ideologie nu are sens.
Printre cei care depun mărturie la procesul lui Antonescu este și Iuliu Maniu. Acesta afirmă că mareșalul era singurul care avea autoritatea morală pentru a încheia armistițiul, deoarece armata avea încredere în el. Maniu spune că Antonescu a avut intenții bune, dar îi reproșează politica de alianță cu Germania, guvernarea dictatorială și amestecul Germaniei în economia României. Mareșalul este condamnat la moarte și executat, alături de Mihai Antonescu, Gheorghe Alexianu și Constantin Z. Vasiliu. La 30 decembrie 1947, regele Mihai I este silit să semneze actul de abdicare și să părăsească țara.
Pătrășcanu este arestat de foștii lui tovarăși de partid și dus la închisoarea Jilava. Iuliu Maniu moare în anul 1953 în Închisoarea Sighet, iar apoi și Gheorghe Brătianu după ce este bătut cu sălbăticie de un gardian. La cererea lui Gheorghe Gheorghiu-Dej, directorul Securității, Gheorghe Pintilie poreclit „Pantiușa” îl împușcă în 1954 pe Pătrășcanu. Filmul se încheie cu următorul motto: „Cine nu are memoria istoriei, riscă să o repete”.

## Distribuție
- Ion Siminie — mareșalul Ion Antonescu, Conducătorul Statului și prim-ministru al României
- Adrian Vîlcu — regele Mihai I al României
- Gheorghe Dinică — Mihai Antonescu, viceprim-ministru și ministru de externe
- Ștefan Radof — Iuliu Maniu, președintele PNȚ
- Jürgen Lederer — Adolf Hitler, Führerul Germaniei Naziste (menționat Jurgen Lederer)
- Peter Wolf Joachim — Joachim von Ribbentrop, ministrul de externe al Germaniei
- Nicolas König (menționat König Nicolas)
- Sergiu Nicolaescu — generalul german Johannes Friessner, comandantul Frontului Ucraina Sud
- Șerban Ionescu — Lucrețiu Pătrășcanu, noul ministru al justiției
- George Alexandru — baronul Ioan Mocsony-Stârcea, mareșalul Casei Regale
- Mircea Rusu — Mircea Ioanițiu, secretarul personal al regelui Mihai
- Ștefan Iordache — Eugen Cristescu, directorul SSI
- Dorel Vișan — Petru Groza, prim-ministru al României
- George Constantin — Andrei Vîșinski, ambasadorul URSS în România
- Mitică Popescu — Dumitru Săracu, acuzatorul public comunist din Procesul Marii Trădări Naționale
- Emil Hossu — colonelul Emilian Ionescu, adjutant regal
- Ion Lupu — generalul Constantin Sănătescu, noul prim-ministru al României
- Vladimir Găitan — Dinu Brătianu, președinte al PNL
- Viorel Comănici — Alexandru Voitinovici, președintele Tribunalului Poporului
- Iurie Darie — Iorgu Ghica, prefectul Palatului
- Traian Costea — Standartenführer SS Röder, ofițer de informații de la Ambasada Germaniei
- Cornel Ciupercescu — Gheorghe Brătianu, istoric și om politic
- Vasile Cosma — mareșalul sovietic Tolbuhin
- Monica Ghiuță — Maria Antonescu, soția mareșalului
- Olga Bucătaru — regina mamă Elena
- Vasile Boghiță — baronul Manfred von Killinger, ambasadorul Germaniei în România
- Floarea Calotă
- Liviu Crăciun — generalul Aurel Aldea, noul ministru de interne
- Traian Stănescu — Constantin Titel Petrescu, președintele PSD
- Petru Moraru — Teohari Georgescu, lider comunist, ministru de interne
- Geo Dobre — ofițer din Garda Palatului
- Nicolae Gheorghe
- Gheorghe Birău
- Mihai Niculescu — Gheorghe Alexianu, guvernatorul Transnistriei
- Valeriu Arnăutu — generalul Constantin Pantazi, ministrul de război
- Virgil Andriescu — Gheorghe Gheorghiu-Dej, secretarul general al PCR
- Nicolae Dinică — avocatul Paraschivescu-Bălăceanu
- Cătălin Păduraru — Corneliu Coposu, secretarul politic al lui Maniu, secretar general adjunct al PNȚ
- Nicolae Ivănescu
- Constantin Cotimanis
- Livia Baba — Lița Baranga, mama lui Ion Antonescu
- Mircea Cosma
- Paul Ioachim
- Aurel Popescu
- Ion Rițiu — sergentul Ion Marin, comandantul unei baterii de artilerie
- Papil Panduru
- Petre Lupu
- Constantin Rășchitor
- Victoria Dobre-Timonu
- Alexandru Dobrescu — general român, membru al guvernului antonescian
- Paul Chiribuță
- Ion Chelaru — Pantiușa, directorul general al Securității
- Constantin Drăgănescu — agentul de informații al SSI care-l urmărește pe rege / acuzatorul public Stoican
- Gelu Nițu — aghiotantul mareșalului
- Virgil Popovici — generalul Constantin Z. Vasiliu, comandantul Jandarmeriei Române
- Sandu Popa
- Vasile Margareta
- Nicolae Pomoje
- Cristian Motriuc — diplomatul Mircea Niculescu-Buzești, noul ministru de externe
- Cristian Ieremia
- Dan Pop
- Petre Pletosu
- Silviu Biriș
- Dan Tufaru
- Mircea Stoian
- George Ulmeni
- Dan Aștilean
- Alexandru Georgescu
- Ion Punea
- Manuela Golescu (menționată Golescu Manuela)
- Ion Grecu
- Eusebiu Ștefănescu — ofițerul german Rudi, trimis special al OKW-ului (nemenționat)
- Constantin Diplan — jurnalist la ziarul Ecoul (nemenționat)
- Valeriu Paraschiv — generalul german Alfred Gerstenberg, șeful Misiunii Militare Germane în România pentru Armata Aerului (nemenționat)
- Manuela Ciucur — Ruxandra, actriță și cântăreață română (nemenționată)
- Ion Marinescu — dl Moroșan, patronul unei uzine (nemenționat)
- Silviu Stănculescu — dl Enescu, avocat (nemenționat)
- George Paul Avram — Pepi, actor român, prietenul Ruxandrei (nemenționat)
- Mircea Anghelescu — diplomatul german Carl Clodius (nemenționat)
- Corneliu Revent — funcționar superior al SSI (nemenționat)
- Anca Szönyi — Hella Petersen, secretara lui Killinger (nemenționată)
- Ion Besoiu — general român, comandantul militar al capitalei (nemenționat)
- Mircea Bașta — general român, comandantul militar al capitalei (nemenționat)
- Vasile Albineț — ofițer german (nemenționat)

### Dublaj de voce
- Ștefan Sileanu — Killinger (nemenționat)

## Relația regizorului cu perioada istorică descrisă în film
Regizorul Sergiu Nicolaescu a trăit evenimentele din 23 august 1944, când Armata Română a întors armele împotriva nemților. El avea 14 ani pe atunci și locuia la Timișoara, unde a fost martorul luptelor între armatele română și germană. „Împreună cu prietenii mei colindam prin tranșeele orașului, asistam de pe acoperișuri la luptele din împrejurimi, îndeosebi la cele din cimitirul Mehala”, și-a amintit el ulterior.
În perioada celui de-al Doilea Război Mondial, inginerul Pantelimon Nicolaescu (1902-1994), tatăl regizorului, a fost inspector șef al serviciului Drumuri și Poduri pentru județele Arad și Timiș. În această calitate a prestat servicii pentru Domeniile Regale și a colaborat cu Pufi Popescu, administratorul castelului de la Săvârșin. Pantelimon și fiul său, Sergiu, l-au cunoscut astfel pe tânărul rege Mihai I al României, care a trecut pe la castel în verile anilor 1944, 1945 și 1946. La premiera filmului Începutul adevărului, Nicolaescu spera că a reușit să prezinte faptele cu obiectivitate, în ciuda faptului că îl cunoștea de multă vreme pe fostul monarh: „Sper că am reușit să fiu obiectiv, deși, în multe momente, legăturile sufletești ce mă leagă de Rege stăteau față-n față cu respectul pe care mi l-a inspirat dramaticul destin al Mareșalului”, el concluzionând: „noi am redat faptele, istoria le va judeca!”.
Sergiu Nicolaescu l-a cunoscut personal și pe Gheorghe Gheorghiu-Dej, întâlnindu-se cu el în mai multe ocazii. Potrivit regizorului, prima întâlnire a avut loc în anul 1945 într-un tren special care mergea pe ruta Timișoara-București, prin intermediul Gelei Cambrea, secretara lui Ion Gheorghe Maurer, unul dintre principalii colaboratori ai lui Gheorghiu-Dej. Copilul a purtat o discuție cu liderul comunist despre Revoluția Franceză și despre bătăliile navale din cel de-al doilea război mondial. „Deși eram copil, viitorul dictator, împotriva faptului că era neinstruit, mi-a făcut o impresie foarte bună. Pe el l-au mirat cunoștințele și manierele mele și mi-a mărturisit că are două fete care ar trebui să fie și ele educate. Primise, la Timișoara, niște puști de vânătoare, iar eu l-am învățat să le mânuiască. Acest lucru l-a mirat și l-a încântat”, a povestit ulterior Nicolaescu. El l-a întâlnit apoi în 1964, cu prilejul unor vizite făcute la „Studioul Alexandru Sahia” de către liderul comunist împreună cu primul ministru Ion Gheorghe Maurer, ambii fiind mari amatori de filme străine. Filmele erau aduse direct de la Româniafilm, iar viitorul regizor era invitat de multe ori în sala de proiecție pentru a traduce filmele franțuzești și germane. Nicolaescu și-a format astfel o imagine complexă a liderului comunist, care a fost completată cu amintirile istorisite lui de unchiul său, comisarul de poliție Gheorghe Cambrea. El a realizat ulterior un portret cinematografic al lui Gheorghiu-Dej în filmul Începutul adevărului.

## Inadvertențe
Execuția celor patru condamnați la moarte a avut loc la 1 iunie 1946 și nu la 5 iunie 1946, cum este scris la începutul prezentării imaginilor de arhivă de la închisoarea Jilava. Tot acolo, Constantin Z. Vasiliu este prezentat în mod greșit ca ministru de interne.

## Producție

### Secvența de început
Filmul începe cu prezentarea unor imagini de arhivă ale momentului executării la închisoarea militară Jilava a mareșalului Ion Antonescu și a trei dintre principalii săi colaboratori: profesorul Mihai Antonescu, viceprim-ministru și ministru de externe, profesorul Gheorghe Alexianu, guvernatorul Transnistriei, și generalul Constantin Z. Vasiliu, comandantul Jandarmeriei Române.
În anul 1955, Sergiu Nicolaescu lucra ca inginer la Studioul cinematografic „Alexandru Sahia”. Într-una din zile au venit la el câțiva securiști și doi ofițeri ruși care i-au înmânat o bobină cu o peliculă de 35 mm și i-au dat dispoziție să facă două copii. Ei i-au precizat că materialul este secret și i-au spus să folosească un număr cât mai mic de tehnicieni de laborator. În duminica următoare, inginerul Nicolaescu a realizat împreună cu trei tehnicieni o copie pozitivă și a proiectat pelicula pentru a vedea cum a ieșit copia. Pelicula era într-o stare tehnică excepțională și prezenta execuția mareșalului Antonescu, fiind filmată de operatorul Ovidiu Gologan și confiscată apoi de Securitate.
În timpul realizării filmului Începutul adevărului, Nicolaescu a hotărât să introducă și pelicula cu execuția mareșalului Antonescu și i-a solicitat în 1993 lui Virgil Măgureanu (directorul SRI) să-l ajute să găsească materialul originar. Directorul SRI i-a pus la dispoziție o copie pozitivă pe 16 mm, incompletă și într-o stare foarte proastă. Regizorul i-a telefonat atunci colonelului care conducea Arhiva Națională și l-a rugat să caute o cutie cu peliculă pe care lipise el-însuși o etichetă cu textul „Negativ film 35 mm, Jilava - 1946”. După o săptămână, colonelul a reușit să găsească cutia în care se afla negativul materialului filmat de Ovidiu Gologan. Regizorul a introdus aceste secvențe la începutul filmului său.

### Filmări
Filmul a fost realizat de Star Film, în colaborare cu Româniafilm și București-Berlin. Scenariul a fost scris de Ioan Grigorescu și Sergiu Nicolaescu. La realizarea filmului au fost folosiți pe post de consilieri prof.dr. Ion Ardelean (pe partea istorică) și Corneliu Coposu (pentru personajul Iuliu Maniu). Regizor secund a fost Nicu Gheorghe.

## Recepție
Filmul Oglinda - Începutul adevărului a fost vizionat de 92.871 de spectatori la cinematografele din România, după cum atestă o situație a numărului de spectatori înregistrat de filmele românești de la data premierei și până la data de 31.12.2007 alcătuită de Centrul Național al Cinematografiei.

### Reacții față de prezentarea evenimentelor istorice
Filmul a fost criticat pentru că ar face apologia lui Antonescu, pe care îl descrie ca pe o figură de martir, fără a menționa complicitatea sa la Holocaust. Acest punct de vedere reiese din scena dublă a execuției lui Antonescu, mai întâi din documentarul de arhivă „absolut devastator ca impact emoțional” cu care începe filmul și apoi prin reconstituirea cu actori, din momentul în care mareșalul își rostește testamentul politic în sala tribunalului, „filmat în contraplonjeu și proiectat pe fresca unui Iisus angelicat”. Conducătorul Statului este prezentat ca un om politic vizionar, care se prezintă demn în fața lui Hitler, umanizat până la ridicol (mareșalul culege flori în curtea închisorii pentru soția sa).
Începutul adevărului îl prezintă în mod fals și pe aliatul nazist german al lui Antonescu, Adolf Hitler, care este descris ca un politician calm și înțelept. Criticul Alex Leo Șerban considera că, în producția lui Nicolaescu, Führerul este prezentat ca un „gentleman-warrior afabil și intelectual, cu care ar fi fost o plăcere să stea de vorbă orice politolog”. Nicolaescu însuși a susținut că jurnalistul Octavian Paler l-a etichetat drept „un film fascist” într-un articol din România Liberă.
Au existat critici și pentru multe alte erori. Istoricul și fostul funcționar public Neagu Djuvara, care în 1944 a reprezentat guvernul lui Antonescu la Stockholm, unde a contactat-o pe ambasadoarea sovietică Alexandra Kollontai și a negociat, fără succes, un armistițiu, a respins afirmațiile aluzive din film cu privire la aceste evenimente, care au pretins că solicitările speciale ale României au fost ignorate de către statele aliate, și a numit-o „o minciună”. Potrivit lui Sergiu Nicolaescu, fostul rege Mihai I, principalul factor de decizie din spatele destituirii lui Antonescu, ar fi declarat unui ziarist canadian că filmul îi minimalizează rolul istoric și îl defăimează, personajul său fiind prezentat ca un fumător înrăit. Vorbind în anul 2008, Djuvara a criticat Oglinda în toate elementele sale pentru mistificarea istoriei, în timp ce și-a exprimat rezerve similare față de proiectul lui Nicolaescu din 2008, un film biografic despre strămoșul regelui Mihai, Carol I (Carol I - Un destin pentru România ).
Nicolaescu și-a apărat filmul, susținând că celor care l-au criticat „le era frică să privească adevărul în față”. El s-a referit la acest film ca „istorie adevărată, fără nici un fel de restricție” și „primul și singurul film politic românesc”. El a susținut că Corneliu Coposu, un martor de prima mână la acele evenimente, s-a ridicat în picioare la premiera filmului și a aplaudat „cu mâinile deasupra capului”.

### Evaluarea de către criticii de film
Producția lui Nicolaescu a primit evaluări negative din partea mai multor critici de film. Ca parte a comentariului său față de întreaga filmografie a lui Nicolaescu, începând cu filmele pe care le-a realizat în timpul regimului comunist, Valerian Sava l-a descris pe Nicolaescu ca un regizor netalentat căzut într-o „transă megalomanică” și a considerat Oglinda drept „o reconstituire istorică rudimentară”. O opinie similară a fost oferită de Angelo Mitchievici, care l-a descris „o onoare de duelgiu”, un clișeu pe care el l-a crezut ca fiind caracteristic filmului Oglinda, ca și precedentelor Mihai Viteazul și Nemuritorii.
Criticul Tudor Caranfil nu a dat filmului nicio stea și a făcut următorul comentariu: „Reconstituire pe planul ficțiunii, dar „în baza unor documente”, a evenimentelor din august 1944. Slalom, cu sufletul la gură, printre convulsiile anilor 1937-1944, cu ascensiunea lui Antonescu (Siminie), războiul, lovitura de stat a tânărului rege (Vâlcu), arestarea mareșalului, impunerea lui Petru Groza (Vișan) ca prim-ministru de către Vâșinski (Constantin), moartea lui Maniu (Radof), execuția lui Pătrășcanu (Ionescu). „Restructurare” a materialului din „Ziua Z” într-o epocă în care cinematograful lui Nicolaescu n-a mai făcut decât să pervertească politic, în mod sistematic, istoria. Filmul de față e un muzeu al figurilor de ceară lipsit de relieful unor credibile procese de conștiință, însăilare de tablouri alegorice, „cor vorbit” al lecturii stenogramelor, în ultimă instanță o eroare estetică. Unica dimensiune psihologică a personajelor e datoria, nu există erou căruia să nu i se înalțe ditirambi, fie el Mihai I sau Hitler, Antonescu sau Friessner. Monarhul aduce, mai degrabă, cu tradiționala figură a unui tânăr șef revoluționar care distribuie indicații, în vreme ce, în realitate, regele primea, el, sfaturile unui grup de juni politicieni mai versați. Singurul personaj credibil e Radof, un Iuliu Maniu cu subtil exercițiu al ambiguității. De-a dreptul șocantă atitudinea autorului față de Hitler, de care se apropie cu o nedisimulată simpatie. Pledoaria acestuia pentru toleranță, împotriva fanatismului, într-un moment istoric în care tribunalele germane măcinau floarea ofițerimii implicate în complot, e ridicolă. Accepția rudimentară pe care cineastul o dă autenticității istorice – reproducerea de stenograme (care nu dezvăluie ce se află în spatele cuvintelor) și reconstituirea inutilă, cu actori-fantoșe, a unor documente cinematografice reale (execuția mareșalului Antonescu, incomparabil de zguduitoare în original) – proiectează filmul în derizoriu.” 
Alex Leo Șerban a considerat că filmul Începutul adevărului este „o colecție de clișee solemne, stângăcii felurite și rutină profesionistă”, un amestec între un film politic și un film de război. Replicile personajelor sunt în majoritate citate documentare melodramatice. Figura mareșalului Antonescu (interpretată cu patetism de Ion Siminie) domină filmul ca frecvență de apariție, în timp ce personajele celelalte au doar rol episodic. Criticul consideră că Nicolaescu tratează faptele istorice fie cu naivitate, fie cu viclenie, răsturnarea regimului Antonescu fiind explicată simplist ca un „capriciu al suveranului (sau al camarilei sale)”. Filmul este catalogat ca o „falsă «frescă istorică» pentru reabilitarea unui personaj controversat”.

## Premii
Actorul Ion Siminie a primit o Mențiune specială a Uniunii Cineaștilor din România (UCIN) pentru anii 1994-1995 pentru interpretarea rolului mareșalului Ion Antonescu în filmul Oglinda. De asemenea, machioza Anastasia Vitanidis a primit și ea o mențiune specială pentru realizarea unor portrete de epocă prin machiaj.

## Replici rostite de personaje în film
- Declar solemn, în acest ceas, că în afară de crime și furturi, mă solidarizez și iau asupra mea toate greșelile pe care, eventual cu știința sau fără știința mea, le-am făcut. (Ion Antonescu, la procesul său)
- Ție, popor ingrat, nu-ți va rămâne nici cenușa mea. (Ion Antonescu, la proces, citându-l pe generalul roman Scipio Africanul)
- Sunt onorat că am putut să lupt în două războaie pentru onoarea ta, scump popor, pentru drepturile și libertățile tale. (Ion Antonescu, la proces)
- Prevăd un Al Treilea Război Mondial, care va pune omenirea pe adevăratele ei temelii sociale. Ca atare, dumneavoastră și urmașii dumneavoastră veți face mâine ceea ce eu am încercat să fac astăzi, dar am fost înfrânt! Dacă aș fi fost învingător, aș fi avut statui în fiecare oraș al României. Cer să fiu condamnat la moarte și refuz dinainte orice grațiere. În felul acesta, voi fi sigur că voi muri pe pământul Patriei, în schimb voi, ceilalți, nu veți fi siguri dacă veți mai fi aici când veți fi morți. (idem)
- Domnule Maniu, dacă rușii ne vor ocupa, eu voi fi împușcat primul. Cu atât mai rău pentru mine. Dumneavoastră veți fi al doilea. Cu atât mai rău pentru dumneavoastră. Dar persoanele noastre, domnule Maniu, nu contează. Contează doar ceea ce ele reprezintă. (Ion Antonescu către Iuliu Maniu)
- Înainte de a fi comunist, sunt român. (Lucrețiu Pătrășcanu)